# Complextro
El Complextro es un género de música electrónica de baile que posee influencias del glitch, el electro house y el chiptune. La palabra "complextro" proviene de la fusión de las palabras en inglés "complex" (complejo/complicado) con "electro". Este término fue dado en el 2010 por el DJ Porter Robinson para denominar esta variedad de sonidos de videojuegos mezclados con electro house. Básicamente es una combinación entre sonidos de la música glitch, dubstep, electro house y chiptune.

## Características y origen
Musicalmente el complextro tiene sonidos bastante distorsionados similares al glitch hop o al dubstep moderno y la melodía en lugar de estar sincopada aparece como un break-style con sintetizadores pesados y distorsionados. Siendo un subgénero del house, el complextro limita su ritmo desde 125 a 132 BPM  con una base de 4/4.
Se considera que los preventistas de este género son grupos como Justice y SebastiAn. Otros productores conocidos de este género incluyen a deadmau5, Skrillex, Madeon, Wolfgang Gartner, Mord Fustang, Knife Party y Crookers Digitalism.
Se comenta que la primera canción de "complextro" fue Ghosts n Stuff de deadmau5 realizada en el año 2008.